# ミシェル・クリバー
ミシェル・ニコール・クリバー（Michelle Nicole Creber, 1999年9月7日 - ）は、カナダの女優、歌手、ダンサー、声優、ミュージシャン、シンガーソングライター。

## 出演作品
- マイリトルポニー〜トモダチは魔法〜 - アップルブルーム 役
- ダイナソー・トレイン - テリ 役、ミシェル 役